# 大塚亀太郎
大塚亀太郎（おおつか かめたろう、1831年（天保2年） - 1904年（明治37年3月）は、明治時代の囲碁棋士で、家元井上家の14世井上因碩。相模国生れ、井上幻庵因碩門下、八段。井上大塚因碩と呼ばれる。

## 経歴
16歳の時に、師の幻庵に二三の手合で3連勝して、無段から三段を与えられる。その後諸国を遊歴して各地の強豪を打ち破り、「鬼亀」の異名を取った。1871年(明治4年)に浪華にて日野和秀石（岡田秀積）という者に向先で勝つが、秀石は本因坊門より五段を受けようとしていたために亀太郎にも五段を受けさせようと免状料などを渡し、亀太郎は13世井上松本因碩より五段を許される。1890年(明治23年)六段。松本因碩が1891年(明治24年)に神戸で客死したが、跡目が定まっておらず、松本高弟の小林鉄次郎も方円社経営参画のため、幻庵因碩以来井上門に縁の深い関西の有志に推されて亀太郎が井上家を継いで14世井上因碩となり、大阪を拠点とする。その後関西囲碁倶楽部を設立、高崎泰策、泉秀節などが参加、次いで八段昇段する。また神戸在中の中根鳳次郎に六段を与えるなどした。また東京麹町の松本宅にあった井上家伝の書類を、捜索して収集した。
1904年(明治37年)没。大阪下寺光明寺に葬られる。子は無く、遺命により門下の田淵米蔵が井上家15世を継いだ。他の門下に鴻原義太郎、恵下田栄芳、山口賛石など。
棋譜として、1859年(安政6年)に京都で村瀬弥吉に先番8目負、1896年(明治29年)に神戸で中根鳳次郎に白番中押負など。